# Rhinoplax vigil
El cálao de yelmo (Rhinoplax vigil) es una especie de ave bucerotiforme de la familia Bucerotidae (la única de su género) nativa de la península de Malaca y las islas de Sumatra y Borneo. Es el ave oficial de la provincia indonesia de Borneo Occidental. No se reconocen subespecies.

## Descripción
Es un ave de gran tamaño que tiene un plumaje negruzco cubriendo casi todo el cuerpo, con excepción de las patas, la panza y la cola, las cuales tienen coloración blanca. Esta última tiene una pequeña banda negra al final de cada una de sus plumas. La cola es larga y sus dos plumas centrales tienen una extensión mucho mayor que el resto, haciendo del ave la de mayor extensión de su familia. La longitud del cuerpo es de aproximadamente 1 a 1,20 metros, sin contar las plumas de la cola, las cuales aumentan su tamaño en 50 cm. Los machos pesan 3.1 kg en promedio, mientras que las hembras alcanzan los 2.7 kg. Es en ocasiones considerado como el miembro más grande de su familia en Asia, pese a que es un poco menos pesado que el cálao bicorne (y mucho menos que el cálao africano).
Esta especie cuenta con un parche sin plumas y arrugado en el buche, de color azul en las hembras y rojo en los machos. El casquete va desde la base del pico hasta la mitad del mismo, donde termina en forma abrupta. Ambos son amarillos con secciones rojas en los costados y la parte superior del casquete, además de la base del pico debido a las secreciones de la glándula uropígea. A diferencia de otras aves de su familia, el casco del cálao es sólido, y su cráneo, incluyendo el casco y el pico, pueden llegar a ser el 10 por ciento del peso total del ave.

## Dieta y comportamiento

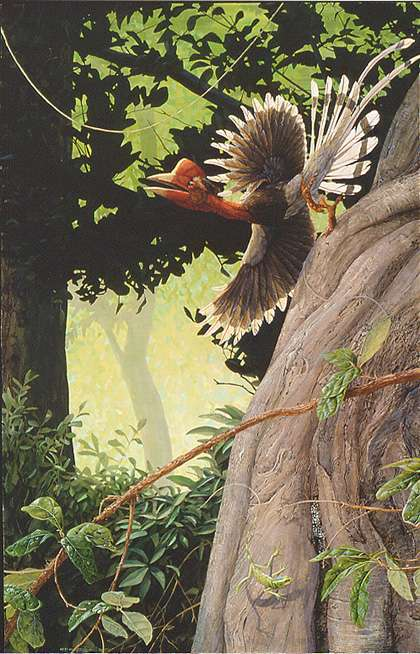
Pintura de un cálao de yelmo en vuelo

Esta ave se alimenta más que todo de fruta, especialmente de higos. También es probable que utilice su casco como una herramienta pesada para escarbar en madera podrida o suelta en búsqueda de insectos o presas similares. A diferencia de otros cálaos comedores de fruta, el cálao de casco es sedentario y se agrupa en pares para defender su territorio. Los machos utilizan sus cascos para atacar a sus adversarios en las peleas que tienen por el territorio.

## Relación con los humanos
El pueblo Punan Bah de Malasia tiene la creencia de que el cálao de yelmo es el guardián del río entre la vida y la muerte. Además, varios pueblos indígenas de Borneo y Malaca utilizan las plumas centrales de la cola del ave en los adornos de sus cabezas.
El casco es la fuente de un valioso material para realizar grabados, el marfil de cálao. Debido a que es cazado por este motivo y está perdiendo su hábitat natural, en 2015 el cálao de yelmo se encuentra catalogado como especie en peligro crítico en la Lista Roja de Especies Amenazadas de la UICN. En el CITES está catalogada como una especie del Apéndice I.